# Działania poszukiwawczo-ratownicze
Działania poszukiwawczo-ratownicze, poszukiwanie i ratownictwo (ang. search and rescue, SAR), ratownictwo – działania polegające na odnalezieniu ludzi w niebezpieczeństwie, zapewnieniu im pomocy i dostarczeniu ich w bezpieczne miejsce.

## Rodzaje
Takie działania można interpretować jako pokrewne z:
- walką z pożarami, przeciwdziałanie im,
- walki z katastrofami, klęskami żywiołowymi i zdarzeniami nadzwyczajnymi (awaria techniczna),
- ratownictwem technicznym,
- ratownictwem chemicznym i ochroną środowiska,
- ratownictwem narciarskim,
- ratownictwem górskim,
- ratownictwem jaskiniowym,
- ratownictwem górniczym,
- ratownictwem wodnym,
- ratownictwem lodowym,
- lotniczymi i morskimi działaniami poszukiwawczo-ratowniczymi (aeronautical and maritime search and rescue, AMS / AMSAR):
  - morskimi działaniami poszukiwawczo-ratowniczymi( (maritime search and rescue, MSAR),
  - lotniczymi działaniami poszukiwawczo-ratowniczymi (aeronautical search and rescue, ASAR),
- ratownictwem medycznym – czyli udzielaniem pierwszej pomocy przed dostarczeniem pokrzywdzonych do zespołu ratownictwa medycznego, do MEDEVAC, by  jeśli potrzeba prowadzić medyczne czynności ratunkowe w szpitalu.

W zależności od rodzaju działań, można prowadząc je stosować określony znaki ochronne ustanowione w międzynarodowym prawie humanitarnym. Znaki te to:
- międzynarodowy znak obrony cywilnej – niebieski trójkąt równoboczny na pomarańczowym tle, nie dotykający wierzchołkami krawędzi,
- międzynarodowy znak Czerwonego Krzyża i znaki mu równoważne, którymi są: Czerwony Półksiężyc, Czerwona Gwiazda Dawida, Czerwony Lew i Słońce oraz Czerwony Kryształ,
- międzynarodowy znak ochrony zabytków - Błękitna Tarcza.

- Bojowymi działaniami poszukiwawczo-ratowniczymi (combat search and rescue, CSAR [ang. strona wikipedii combat search and rescue(inne języki)]) - dotyczącymi ratowania żołnierzy utraconych na wrogim terenie, objętym działaniami zbrojnymi. W tym przypadku stosowanie ww. międzynarodowych znaków ochronnych jest zabronione, z uwagi na bojowy charakter.

## Działania poszukiwawczo-ratownicze w Polsce
Działania poszukiwawczo-ratownicze w Polsce zapewnia krajowy system ratowniczo-gaśniczy (KSRG):
- wiodącą służbą odpowiadającą za działania poszukiwawczo-ratownicze jest Państwowa Straż Pożarna, której Komenda Główna prowadzi Krajowe Centrum Koordynacji Ratownictwa i Ochrony Ludności (KCKRiOL), kierujące działaniami poszukiwawczo-ratowniczymi w skali kraju, któremu podlegają centra wojewódzkie i powiatowe. PSP, która wspierana jest przez jednostki Wojskowej Ochrony Przeciwpożarowej, zakładowe straże pożarne oraz ochotnicze straże pożarne (OSP)[1]; odpowiada bezpośrednio za:

1. walkę z pożarami,
2. walkę z katastrofami, klęskami żywiołowymi i zdarzeniami nadzwyczajnymi,
3. ratownictwo techniczne,
4. ratownictwo chemiczne i ochronę środowiska,

- - autonomicznie od KCKRiOL zorganizowana jest koordynacja służb odpowiedzialnych za lotnicze i morskie działania poszukiwawczo-ratownicze oraz za ratownictwo górnicze:
    - wiodącą służbą w zakresie morskich działań poszukiwawczo-ratowniczych jest Morska Służba Poszukiwania i Ratownictwa, prowadząca Morskie Ratownicze Centrum Koordynacyjne w Gdyni oraz Morskie Pomocnicze Ratownicze Centrum Koordynacyjne w Świnoujściu, wspierane przez Polish Rescue Radio Urzędu Morskiego w Gdyni[2]; wsparcie lotnicze zapewniają ponadto jednostki SAR Brygady Lotnictwa Marynarki Wojennej;
    - wiodącą służbą w zakresie lotniczych działań poszukiwawczo-ratowniczych jest Polska Agencja Żeglugi Powietrznej, prowadząca Cywilno-Wojskowy Ośrodek Koordynacji Poszukiwania i Ratownictwa Lotniczego (ARCC)[3]; wsparcie zapewniają jednostki SAR podległe 3 Skrzydłu Lotnictwa Transportowego (1 Grupa Poszukiwawczo-Ratownicza w Świdwinie, 2 Grupa Poszukiwawczo-Ratownicza w Mińsku Mazowieckim, 3 Grupa Poszukiwawczo-Ratownicza w Krakowie), a także jednostki SAR Brygady Lotnictwa Marynarki Wojennej;
    - wiodącą jednostką w zakresie ratownictwa górniczego jest Centralna Stacja Ratownictwa Górniczego (CSRG) – jednoosobowa spółka Skarbu Państwa

  - ratownictwo wodne, lodowe, narciarskie, górskie i jaskiniowe opierają się na organizacjach społecznych:
    - wiodące organizacje ratownictwa wodnego i lodowego to:
      - Wodne Ochotnicze Pogotowie Ratunkowe (WOPR) – działające na wodach śródlądowych i przybrzeżnych,
      - Mazurska Służba Ratownicza (MSR) – działająca na wodach śródlądowych Krainy Wielkich Jezior Mazurskich,

    - wiodące organizacje ratownictwa narciarskiego, górskiego i jaskiniowego to:
      - Górskie Ochotnicze Pogotowie Ratunkowe (GOPR),
      - Tatrzańskie Ochotnicze Pogotowie Ratunkowe (TOPR).

Odrębną kategorię stanowią bojowe działania poszukiwawczo-ratownicze; w Polsce odpowiadają za nie: 2 Eskadra Śmigłowców CSAR 56 Bazy Lotniczej w Inowrocławiu, Powietrzna Jednostka Operacji Specjalnych w Powidzu oraz jednostki CSAR Grupy Lotniczej Darłowo 44 Bazy Lotnictwa Morskiego.

## Służby współpracujące
Ponadto odrębnie od krajowego systemu ratowniczo-gaśniczego działają m.in.:
- system Państwowe Ratownictwo Medyczne
- Morska Służba Asysty Telemedycznej